# Emil van Tongel
Emil van Tongel (* 27. Oktober 1902 in Leitmeritz, Böhmen; † 22. Mai 1981 in Wien) war ein österreichischer Politiker (GDVP, FPÖ). Er war von 1959 bis 1970 Abgeordneter zum Nationalrat und 1964–1970 FPÖ-Klubobmann.

## Leben
Emil van Tongel zog mit seinen Eltern, dem Apotheker Emil van Tongel und dessen Ehefrau Marie, im Jahr 1910 nach Wien. Hier besuchte er nach der Volksschule ein humanistisches Gymnasium im Gemeindebezirk Margareten und erlangte 1920 die Matura. Danach studierte er bis zu seiner Promotion im Jahr 1926 Rechtswissenschaft an der Universität Wien und schloss daran ein Studium der Pharmazie an. 1928 erwarb er hier den Magister. Danach begann er in Wien als Apotheker zu arbeiten und übernahm als Nachfolger seines Vaters die bekannte Schutzengel-Apotheke. Van Tongel war in der Großdeutschen Volkspartei politisch aktiv und wurde ihr Wiener Landesparteiobmann. Er war noch in dieser Position, als er zum 1. Juli 1932 zur österreichischen NSDAP wechselte (Mitgliedsnummer 1.085.268).
1939 wurde van Tongel Soldat im Zweiten Weltkrieg und geriet 1945 für zwei Jahre in alliierte Kriegsgefangenschaft.
Van Tongel gründete 1955 zusammen mit Anton Reinthaller und Friedrich Peter die Freiheitspartei (FP), eine rechte, dezidiert deutschnationale Abspaltung vom Verband der Unabhängigen (VdU). FP und VdU gingen 1956 in der Freiheitlichen Partei Österreichs (FPÖ) auf. Deren Bundesparteivorstand gehörte van Tongel bis 1970 als Presse- und Propagandareferent sowie von 1956 bis 1965 als Bundesreferent für Finanzen an. Im Juni 1959 wurde er als Abgeordneter der FPÖ in den Nationalrat gewählt; sein Mandat bekleidete er bis März 1970. 1964 wurde van Tongel er zum Klubobmann seiner Partei gewählt; dieses Amt bekleidete er bis 1970. 
Auch war er als Mitarbeiter des Verlagshauses Neue Front tätig und fungierte als Vizepräsident des Österreichischen Schwarzen Kreuzes. Van Tongel wurde auf dem evangelischen Teil des Wiener Zentralfriedhofs bestattet.